# Tithonium Chasma
Das Tithonium Chasma liegt bei etwa 5° südlicher Breite und 280° östlicher Länge und bildet ein in Ost-West-Richtung verlaufendes Tal in den westlichen Valles Marineris auf dem Mars, parallel zu Ius Chasma. Das Tal erreicht eine Breite von etwa 10 km im Osten bis maximal 110 km im Westen und besitzt eine Tiefe von bis zu 4 km. 